# 汐留Zホールディングス
汐留Zホールディングス合同会社（しおどめゼットホールディングス、英: Siodome Z Holdings, LLC.）は、かつて存在した日本の中間持株会社。ソフトバンクの完全子会社。
2021年3月に、LINE株式会社が当社を吸収合併し、Aホールディングスに商号を変更。

## 概要
2016年（平成28年）6月に「株式会社SAI」として設立された会社であるが、事業実態は明らかになっておらず、実質的にソフトバンクグループ内での休眠会社として扱われてきた。
2019年（令和元年）11月にLINE株式会社とZホールディングス（ZHD、旧・ヤフー株式会社、2019年10月に持株会社化の上で商号変更）の経営統合について基本合意し、これを実施するに当たって同社を活用することになり、商号を「汐留Zホールディングス株式会社」に変更した上で、以下のスキームで各社間の株式移転等を行い、経営統合が行われることになった。
1. 汐留Zホールディングス（以下「当社」）がソフトバンクの所有するZHDの株式（議決権所有割合：44.62％）全部を有償で取得（これにより、ZHDは当社の連結子会社となる）。
2. LINEの株式のうち、少数株主が保有する公開株（同27.4%）の全てをLINEの親会社であるNAVER Corporationと同社が共同で株式公開買い付け及びスクイーズアウトにより取得し、LINEを非公開化。
3. LINEがZHDの株式公開買い付けにより当社の保有するZHDの全株式を取得。並行してLINEが社債を発行し、これをソフトバンクが引き受ける。
4. 当社とLINEが合併（LINEが存続会社）し、ソフトバンクとNAVERのLINEへの出資比率を調整して「ソフトバンク50%・NAVER 50%」となるようにし、実質的に合弁会社化。
5. LINEが事業会社を分割により設立し、事業会社の株式をZHDと株式交換することによって、LINEの事業会社がZHDの完全子会社となる。

このスキームの4.で、同社は法人格として消滅することになる。

## 沿革
- 2016年（平成28年）6月1日 - 「株式会社SAI」として設立。当時の本社は東京都渋谷区代々木[1]。
- 2017年（平成29年）6月27日 - 本社を現在地（東京汐留ビルディング）に移転[1]。
- 2019年（令和元年）
  - 11月18日 - Zホールディングス株式会社とLINE株式会社が経営統合について基本合意したことを発表[2]。
  - 11月20日 - 社名を「汐留Zホールディングス株式会社」に変更[1]。
  - 12月18日 - ソフトバンク株式会社からZホールディングス株式会社の株式約21億株（議決権所有割合44.62%）を約7400億円で譲受[4]。
  - 12月23日 - Zホールディングス株式会社とLINE株式会社が経営統合について最終契約を締結したことを発表[5]。
- 2020年（令和2年）
  - 3月31日 - 法人格を合同会社に変更し、社名を「汐留Zホールディングス合同会社」に変更[1]。
  - 8月4日 - NAVERと共同でLINEの株式公開買い付けを開始[6]。
  - 9月15日 - LINEへの株式公開買い付けを終了[7]。
  - 12月23日 - 当社がLINE株式会社に吸収合併される契約を締結[8]。
- 2021年（令和3年）2月26日 - LINE株式会社に吸収合併され法人格消滅。